# Forio
Forio ist eine italienische Gemeinde im Westen der Insel Ischia mit 17.477 Einwohnern (Stand 31. Dezember 2023) in der Metropolitanstadt Neapel, Region Kampanien. Sie liegt an den Ausläufern des Monte Epomeo und verfügt mit dem Citara-Strand über einen der schönsten Strände Ischias mit vielen Thermalquellen.
Die Nachbarorte von Forio sind Casamicciola Terme, Lacco Ameno und Serrara Fontana.

## Bevölkerungsentwicklung
Zwischen 1991 und 2001 stieg die Einwohnerzahl von 11.526 auf 14.554. Dies entspricht einem prozentualen Zuwachs von 26,3 %.

## Sehenswürdigkeiten
- Santa Maria di Loreto, päpstliche Basilika
- Santa Maria del Soccorso, berühmte Wallfahrtskirche in byzantinisch-maurischem Stil
- Chiesa del Purgatorio
- Walton Museum unter der Schirmherrschaft von Prinz Charles im Garten der „Villa la Mortella“, in der der englische Komponist William Walton fast 30 Jahre bis zu seinem Tod 1983 lebte
- Torre Torone Wachturm

## Städtepartnerschaften
Forio pflegt Städtepartnerschaften mit Brusson im Aostatal und Câmara de Lobos auf der portugiesischen Insel Madeira.

## Persönlichkeiten
- Luigi Lavitrano (1874–1950), römisch-katholischer Geistlicher, Erzbischof von Palermo 1928–1944